# Cupiennius granadensis
Cupiennius granadensis là một loài nhện trong họ Ctenidae.
Loài này thuộc chi Cupiennius. Cupiennius granadensis được Eugen von Keyserling miêu tả năm 1877.